# راه‌آهن بریل

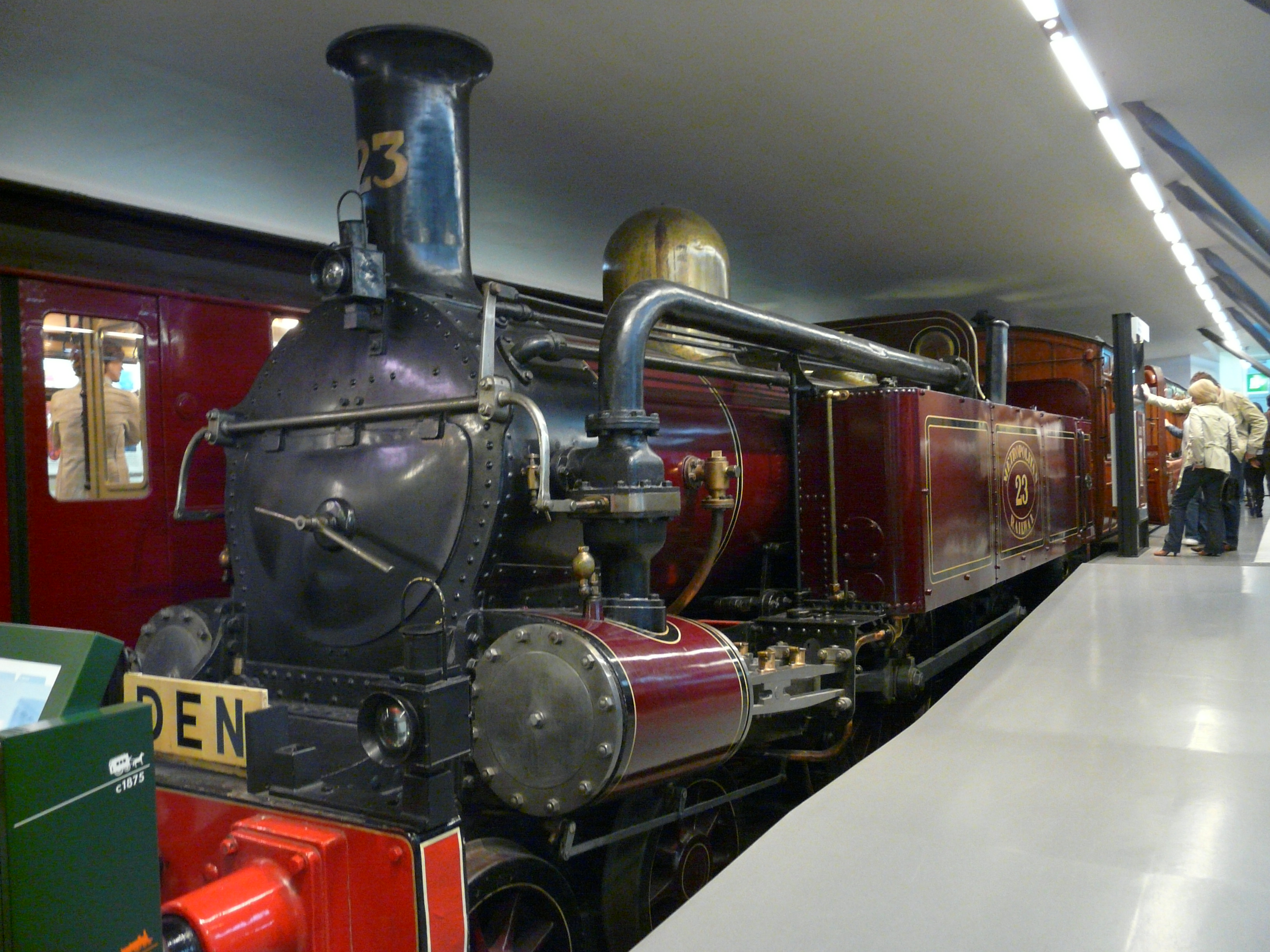
یکی از دو قطار کلاس اِی، که تا پایان کار خط آهن بریل کار می‌کرد.

راه آهن بریل، یک خط آهن ۱۰ کیلومتری واقع در شهرستان باکینگهام‌شر، منطقه آیلسبری وِل (آیلزبری وِیل) کشور انگلستان می‌باشد. در ابتدا این خط به صورت واگن راه آهن مخصوص حمل با اسب طراحی شده بود. این خط در سال ۱۸۷۱ به صورت خصوصی افتتاح شد.